# Kingsglaive: Final Fantasy XV
Kingsglaive: Final Fantasy XV (Nhật: キングスグレイブ ファイナルファンタジーXV Hepburn: Kingusugureibu: Fainaru Fantajī Fifutīn) (Nhật Bản: キングスグレイブ ファイナルファンタジーXV Hepburn: Kingusugureibu: Fainaru Fantajī Fifutīn)
là một bộ phim hoạt hình khoa học giả tưởng sản xuất năm 2016 đạo diễn bởi Takeshi Nozue, kịch bản được viết bởi Takashi Hasegawa, và sản xuất bởi Hajime Tabata. Phát triển chủ yếu bởi Đơn vị kinh doanh số 2 trực thuộc Square Enix, Kingsglaive được dựa trên bối cảnh và cốt truyện Final Fantasy XV, nằm trong bộ Fabula Nova Crystallis. Kingsglaive: Final Fantasy XV phát hành ra vào tháng 7 năm 2016 tại Nhật Bản bởi Aniplex, được phân phối và chỉ chiếu hạn chế vào tháng tám ở một số rạp Bắc Mỹ bởi Stage 6 Films. Bản DVD và digital được phát hành vào cùng khoảng thời gian phát hành của Final Fantasy XV vào tháng 11 năm 2016. Phim cũng được kèm theo một số phiên bản của game cùng spin-off Brotherhood: Final Fantasy XV.
Kingsglaive diễn ra trong song song với những sự kiện trong Final Fantasy XV, tập trung vào các sự kiện xung quanh vua Regis Lucis Caelum CXIII, cha của nhân vật chính Noctis. Cốt truyện kể về các Kingsglaive, đội vệ binh tinh nhuệ của vua Regis, được thừa hưởng sức mạnh ma thuật từ vị vua nhầm bảo vệ vương quốc Lucis và Thánh Thạch khỏi sự xâm lăng của Đế quốc Niflheim. Phải đối mặt với liên tục với những cuộc xung đột, vua Regis chấp nhận một hiệp định đình chiến với Niflheim. Một phần của các hiệp ước hòa bình yêu cầu Hoàng tử Noctis phải kết hôn với công chúa Lunafreya Nox Fleuret của thành bang Tenebrae. Hiệp ước hòa bình hóa ra là một cái bẫy để Niflheim xâm lược vương quốc. Nyx Ulric, vệ binh tinh nhuệ nhất Kingsglavie cùng với vua Regis và Lunafreya phải tham gia vào cuộc chiến vì vận mênh của Lucis. Bộ phim được lòng tiếng Nhật bởi Go Ayano, Tsutomu Isobe và Shiori Kutsuna và lòng tiếng Anh bởi Aaron Paul, Sean Bean, Lena Headey.